# Daughtry (musikalbum)
Daughtry är rockbandet Daughtrys debutalbum, utgivet den 21 november, 2006.

## Låtlista
| Nr  | Titel                       | Låtskrivare                                                  |      |
| --- | --------------------------- | ------------------------------------------------------------ | ---- |
| 1.  | "It's Not Over"             | Chris Daughtry, Greg Wattenberg, Mark Wilkerson, Brett Young | 3:35 |
| 2.  | "Used To"                   | Chris Daughtry, Howard Benson                                | 3:32 |
| 3.  | "Home"                      | Chris Daughtry                                               | 4:15 |
| 4.  | "Over You"                  | Chris Daughtry, Brian Howes                                  | 3:27 |
| 5.  | "Crashed"                   | Nina Ossoff, Dana Calitri, Kathy Sommer, Chris Daughtry      | 3:31 |
| 6.  | "Feels Like Tonight"        | Martin Sandberg, Lukasz Gottwald, Shep Solomon               | 4:01 |
| 7.  | "What I Want" (feat. Slash) | Chris Daughtry, Brian Howes                                  | 2:48 |
| 8.  | "Breakdown"                 | Chris Daughtry                                               | 4:01 |
| 9.  | "Gone"                      | Chris Daughtry                                               | 3:21 |
| 10. | "There and Back Again"      | Chris Daughtry, Brent Smith                                  | 3:15 |
| 11. | "All These Lives"           | Chris Daughtry, Mitch Allan                                  | 3:24 |
| 12. | "What About Now"            | Ben Moody, David Hodges                                      | 4:10 |

### Singlar
| År   | Titel                     |
| ---- | ------------------------- |
| 2006 | "It's Not Over"           |
| 2007 | "Home"                    |
| 2007 | "What I Want" feat. Slash |

## Betyg
- IGN: 7.5/10 länk
- All Music Guide: 3.5/5 länk
- Rolling Stone: 2/5 länk